# Cuthona paucicirra
Cuthona paucicirra is een slakkensoort uit de familie van de Cuthonidae. De wetenschappelijke naam van de soort is voor het eerst geldig gepubliceerd in 1972 door Minichev.